# Kuok
Kuok is een bestuurslaag in het regentschap Kampar van de provincie Riau, Indonesië. Kuok telt 7398 inwoners (volkstelling 2010).